# Anna Wishink
Anna Wishink (Hobart, 28 maart 1989) is een voormalig tennisspeelster uit Australië.
Ze begon op zevenjarige leeftijd met tennis.
Wishink debuteerde in 2006 op het ITF-toernooi van Gladstone (Australië). In 2009 kreeg zij, samen met Nicole Kriz, een wildcard om aan het vrouwendubbelspeltoernooi van de Australian Open deel te nemen.
Sinds maart 2009 heeft zij niet meer op het professionele circuit gespeeld.

## Posities op deWTA-ranglijst
Positie per einde seizoen:
| jaartal | ranking enkelspel | ranking dubbelspel |
| ------- | ----------------- | ------------------ |
| 2009    | 704               | 789                |
| 2008    | 550               | 509                |

## Prestatietabel grandslamtoernooien
| Legenda | Legenda                          |
| ------- | -------------------------------- |
| g.t.    | geen toernooi gehouden           |
| l.c.    | lagere categorie                 |
| –       | niet deelgenomen                 |
| G       | uitgeschakeld in de groepsfase   |
| 1R      | uitgeschakeld in de eerste ronde |
| 2R      | uitgeschakeld in de tweede ronde |
| 3R      | uitgeschakeld in de derde ronde  |
| 4R      | uitgeschakeld in de vierde ronde |
| KF      | uitgeschakeld in de kwartfinale  |
| HF      | uitgeschakeld in de halve finale |
| F       | de finale verloren               |
| W       | het toernooi gewonnen            |
| w-v     | winst/verlies-balans             |

### Vrouwendubbelspel
| Toernooi        | 2009 |
| --------------- | ---- |
| Australian Open | 1R   |
| Roland Garros   | –    |
| Wimbledon       | –    |
| US Open         | –    |